# Nathaniel Green Taylor

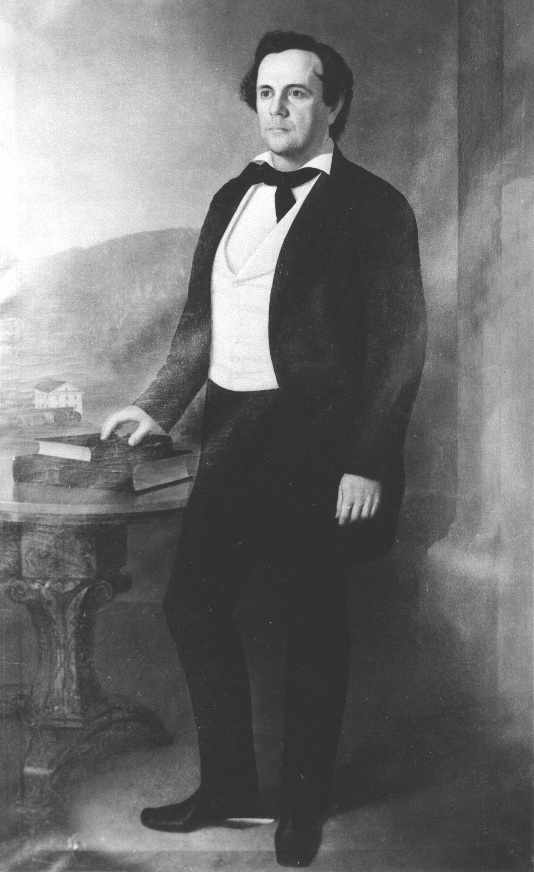
Nathaniel Green Taylor

Nathaniel Green Taylor (* 29. Dezember 1819 in Happy Valley, Carter County, Tennessee; † 1. April 1887 ebenda) war ein US-amerikanischer Politiker. Zwischen 1854 und 1855 sowie nochmals von 1866 bis 1867 vertrat er den Bundesstaat Tennessee im US-Repräsentantenhaus.

## Werdegang
Nathaniel Taylor war der Vater des späteren Kongressabgeordneten und Gouverneurs von Tennessee, Alfred A. Taylor (1848–1931), sowie von Robert Love Taylor (1850–1912), der ebenfalls Gouverneur von Tennessee war und diesen Staat in beiden Kammern des Kongresses vertrat. Er erhielt zunächst eine private Schulausbildung und besuchte danach das Washington College nahe Jonesborough. Anschließend studierte er bis 1840 am Princeton College. Nach einem Jurastudium und seiner im Jahr 1841 erfolgten Zulassung als Rechtsanwalt begann er in Elizabethton in seinem neuen Beruf zu arbeiten.
Politisch schloss sich Taylor der Whig Party an. Nach dem Tod des demokratischen Kongressabgeordneten Brookins Campbell wurde er bei der fälligen Nachwahl für den ersten Sitz von Tennessee als dessen Nachfolger in das US-Repräsentantenhaus in Washington, D.C. gewählt, wo er am 30. März 1854 sein neues Mandat antrat. Da er bei den regulären Kongresswahlen des Jahres 1854 dem Demokraten Albert Galiton Watkins unterlag, konnte er bis zum 3. März 1855 nur die laufende Legislaturperiode im Kongress beenden. Diese war von den Diskussionen um die Sklaverei im Vorfeld des Bürgerkrieges geprägt.
Bei den Präsidentschaftswahlen des Jahres 1860 fungierte Nathaniel Taylor als Wahlmann für John Bell, den Kandidaten der Constitutional Union Party. Während des Bürgerkrieges sympathisierte er mit der Union. Später wurde er Mitglied einer Vereinigung, die sich für die Opfer des Krieges im östlichen Teil von Tennessee einsetzte. Zu diesem Thema hielt er auch Werbevorträge. Nach der Wiederaufnahme Tennessees in die Union im Jahr 1866 wurde Taylor als Unionist erneut im ersten Wahlbezirk in den Kongress gewählt. Da er bei den folgenden regulären Wahlen nicht mehr kandidierte, konnte er zwischen dem 24. Juli 1866 und dem 3. März 1867 wieder nur eine angebrochene Legislaturperiode im Kongress beenden. Diese Zeit war bestimmt von dem Konflikt zwischen der Republikanischen Partei und Präsident Andrew Johnson.
Zwischen 1867 und 1869 war Taylor Indianerbeauftragter der Bundesregierung. Anschließend zog er sich aus der Politik zurück. In den folgenden Jahren arbeitete er als Farmer und Prediger. Er starb am 1. April 1887 in seinem Heimatort Happy Valley.